# 日本の調査業協会の一覧
日本の調査業協会の一覧（にほんのちょうさぎょうのぎょうかいだんたいのいちらん）は、日本の探偵・調査業（探偵事業所など）の業界団体の一覧を示す。
業者の親睦などを目的とする団体、技術向上などを行う団体など、多岐にわたる。
また、団体の組織も「社団法人」「協同組合」「特定非営利活動法人」「法人格を持たない任意団体」など多岐にわたっている。
ここでは、主に法人格を有する探偵興信所の団体とこれらの団体が参加している連合体組織について記載する。
なお、一部の団体では「業界を代表する」などの表記を見受けられるが、いずれも自称で有り監督官庁や法令などにより業界全体の代表的委託業務を受託するような事実はない。

## 監督官庁
公益法人制度改革（2008年12月）により、業界団体と監督官庁との癒着を防止し、民間の活力を社会貢献活動に生かす目的で、従来の民法に基づく「旧社団法人の解散」と「監督官庁制度の廃止」と、新しく一般社団法人制度の実施が定められている。したがって、現在監督官庁による監督下にある業界団体は、法令のうえからも特定非営利活動法人（NPO法人）と協同組合を名乗る法人しかない、また、探偵業の団体であっても「探偵業法」に規定されている「探偵業務」を行わないなら探偵業の届出は必要とされていない。
監督官庁制度は廃止されているので、「一般社団法人○○○協会は、内閣総理大臣の許可を受け、警視庁を監督官庁とする日本で唯一全国組織として公認された法人です。」という表記は虚偽であり、このような表記を行っている団体があれば注意が必要である。

## 日本の調査業の団体一覧
団体本部事務所のある都道府県単位で北から順に記載
| 名称                                              | 所在地         | 監督官庁 |
| ------------------------------------------------- | -------------- | -------- |
| 一般社団法人 北海道調査業協会                     | 北海道         |          |
| 一般社団法人 北海道探偵調査業協会                 | 北海道         |          |
| 一般社団法人 北日本調査業協会                     | 北海道         |          |
| 一般社団法人 全日本総合調査業協会                 | 北海道         |          |
| 北海道総合調査業協会                              | 北海道         |          |
| 一般社団法人 北関東調査業協会                     | 群馬県         |          |
| 一般社団法人 埼玉県調査業協会                     | 埼玉県         |          |
| 内閣府認可法人 全国調査業協同組合                 | 東京都         | 警察庁   |
| 内閣府認証特定非営利活動法人 全国調査業協会連合会 | 東京都         | 東京都   |
| 一般社団法人 日本調査業協会                       | 東京都         |          |
| 一般社団法人 東京都調査業協会                     | 東京都         |          |
| 一般社団法人 日本探偵業協会                       | 東京都         |          |
| 一般社団法人 全国調査業協会                       | 東京都         |          |
| 社団法人 探偵協会                                 | 東京都         |          |
| 全国探偵業協会連合会                              | 東京都         |          |
| 内閣府認証特定非営利活動法人 東京都探偵業協会     | 東京都         | 東京都   |
| 東京都知事認可法人 東京調査業協同組合             | 東京都         | 東京都   |
| 一般社団法人 日本調査業適正協議会                 | 東京都         |          |
| 一般社団法人 日本探偵興信所協会                   | 東京都         |          |
| 一般社団法人 全国あんしん探偵業協会               | 東京都         |          |
| 神奈川県調査業協会                                | 神奈川県       |          |
| 一般社団法人 神奈川県調査探偵業協会               | 神奈川県       |          |
| 中部調査業協会                                    | 愛知県         |          |
| 一般社団法人 東海調査業協会                       | 愛知県         |          |
| 一般社団法人 愛知県探偵業協会                     | 愛知県         |          |
| 愛知県調査業協会                                  | 愛知県         |          |
| 一般社団法人 全国優良探偵社協会                   | 愛知県         |          |
| 石川県認証特定非営利活動法人 石川県総合調査業協会 | 石川県         | 石川県   |
| 一般社団法人 日本探偵業認定調査士連盟（cif連盟）  | 大阪府         |          |
| 一般社団法人 近畿調査業協会                       | 京都府         |          |
| 一般社団法人 大阪府調査業協会                     | 大阪府         |          |
| 一般社団法人 日本調査機構                         | 大阪府・東京都 |          |
| 一般社団法人 関西総合調査業協会                   | 大阪府         |          |
| 関西調査業協会                                    | 大阪府         |          |
| 一般社団法人 兵庫県探偵業協会                     | 兵庫県         |          |
| 一般社団法人 日本探偵ネットワーク                 | 広島県         |          |
| 一般社団法人 西日本探偵倶楽部                     | 徳島県・香川県 |          |
| 一般社団法人 日本探偵業連合会                     | 佐賀県         |          |